# Toxicocalamus spilolepidotus
Toxicocalamus spilolepidotus är en ormart som beskrevs av McDowell 1969. Toxicocalamus spilolepidotus ingår i släktet Toxicocalamus och familjen giftsnokar och underfamiljen havsormar. Inga underarter finns listade i Catalogue of Life.
Denna orm förekommer i en bergstrakt i provinsen Eastern Highlands i Papua Nya Guinea. Utbredningsområdet ligger 1500 och 1750 meter över havet. Habitatet utgörs av regnskogar. Individerna gräver i lövskiktet och i det översta jordlagret. De äter daggmaskar. Honor lägger ägg.
Toxicocalamus spilolepidotus är endast känd från två exemplar. IUCN listar arten med kunskapsbrist (DD).